# Simon E. Smit
Simon Engelbertus Smit (Den Haag, 21 augustus 1914 – aldaar, 8 december 2012) was een Nederlandse fotograaf.
Smit was al een bekend nieuwsfotograaf in de jaren dertig. Hij werd beroemd met een foto van Prinses Juliana en haar verloofde Bernhard van Lippe-Biesterfeld op de tandem. In de jaren vijftig won hij tweemaal de Zilveren Camera, in 1955 en 1957. Smit werkte bij dagblad Het Binnenhof en de Haagsche Courant.
Bij de 60ste editie van de uitreiking van de Zilveren Camera werd Smit geïnterviewd door Wilfried de Jong. Hij was op dat moment, op 95-jarige leeftijd, de oudste nog levende oud-winnaar van de prijs.

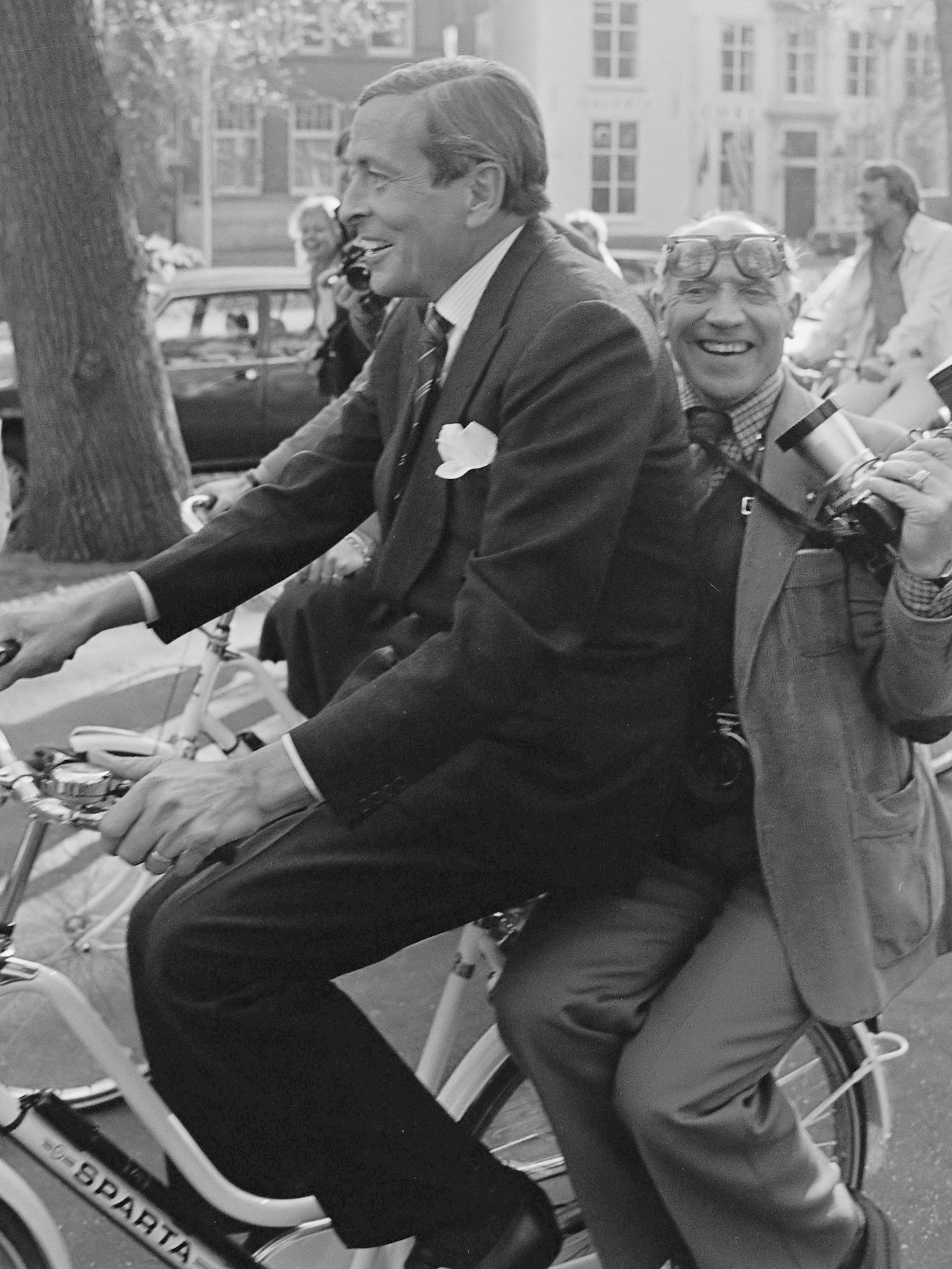
Simon Smit op de fiets bij prins Claus (1979)

- International Standard Name Identifier: 0000 0003 8788 8526
- Nederlandse Thesaurus van Auteursnamen: 073889628
- PIC: 390767
- RKD-Nederlands Instituut voor Kunstgeschiedenis: 298477
- Virtual International Authority File: 280966989
- WorldCat: E39PBJxMmjdGkfJBwT8YKTJdQq